# Österreichischer Golfverband
Der Österreichische Golfverband (ÖGV) (offizieller Name: Österreichischer Golf-Verband) ist der Fachverband für den Golfsport in Österreich.

## Geschichte
Der ÖGV wurde 1931 gegründet. Der Sitz ist in Oberwaltersdorf nahe Wien. Zu seinen Präsidenten gehörte ab 1964 der Forschungsreisende Heinrich Harrer.

## Zweck
Der Zweck des Verbandes ist die Wahrung und Förderung der Interessen des Golfsports in Österreich. Er ist nicht auf Gewinn ausgerichtet.
Dem Verband obliegt es:
- alle mit dem Golfsport in Österreich zusammenhängenden Fragen zu entscheiden;
- die golferischen Beziehungen zum Ausland zu pflegen und zu regeln und die Interessen des österreichischen Golfsports und der österreichischen Golfspieler gegenüber dem Ausland zu wahren;
- die Spielregeln festzulegen, das Wettspielwesen zu regeln und Vorschriften für die Festsetzung der Vorgaben und der Standards der österreichischen Golfplätze zu erlassen;
- die Wettspieltermine festzusetzen, österreichische Meisterschaften, Länderkämpfe und sonstige Verbandswettspiele zu veranstalten;
- alle Möglichkeiten wahrzunehmen, welche geeignet sind, die Interessen des Golfsports in Österreich zu fördern, insbesondere auch die Nachwuchsförderung beispielsweise durch den Österreichischen Schüler Golfcup

## Mitglied
- European Golf Association, Luxembourg (1937)
- International Golf Federation (ehem. WAGC), New York (1958)
- Österr. Bundes-Sportorganisation, Wien (1969)

## Landesverbände
| Logo | Verband                            | Präsident        | Mitglieder   |
| ---- | ---------------------------------- | ---------------- | ------------ |
|      | Burgenländischer Golfverband       |                  | 5 Golfclubs  |
|      | Kärntner Golfverband               | Gerald Brod      | 12 Golfclubs |
|      | Niederösterreichischer Golfverband | Ernest Gabmann   | 43 Golfclubs |
|      | Oberösterreichischer Golfverband   | Wolf Polte       | 27 Golfclubs |
|      | Salzburger Golfverband             | Peter Enzinger   | 14 Golfclubs |
|      | Steirischer Golfverband            | Kurt Klein       | 23 Golfclubs |
|      | Tiroler Golfverband                | Heinrich Menardi | 17 Golfclubs |
|      | Vorarlberger Golfverband           | Manfred Tschol   | 8 Golfclubs  |
|      | Wiener Golfverband                 | Ludwig Draxler   | 4 Golfclubs  |